# Niels Skyum-Nielsen
Niels Holger Skyum-Nielsen (født 17. oktober 1921 i København, død 5. oktober 1982 i Hvidovre) var en dansk historiker.
Niels Skyum-Nielsen blev student fra Sorø Akademi i 1940. Han blev 1949 cand. mag. i historie med speciale i middelalderen. Han havde allerede tidligere debuteret som historisk forfatter med en kildekritisk kommentar til Ribe Oldemoder. I 1963 blev han dr. phil. med disputatsen Kirkekampen i Danmark 1241-1290, og 1965 ansattes han ved Københavns Universitet som professor i middelalderhistorie.
Han forfattede en lang række artikler, bl.a. Ærkekonge og ærkebiskop – Nye træk i dansk kirkehistorie 1376-1536 (1955) og Blodbadet i Stockholm og dets juridiske maskering (1964) og deltog i redigeringen af kildeudgivelserne i Diplomatarium Danicum.
Niels Skyum-Nielsen interesserede sig også for problemerne omkring anvendelsen af ikke-skriftlige visuelle medier som kilder i historieundervisningen, først og fremmest filmen, som han skrev forskellige artikler og mindre afhandlinger om; de væsentligste trykt i Film og kildekritik, redigeret af Niels Skyum-Nielsen og Per Nørgart, 1972.
I 1966 blev han medlem af Det kongelige danske Selskab for Fædrelandets Historie, og han var dette selskabs kasserer i perioden 29. januar 1970 – 7. februar 1974. I 1971 indvalgtes han i Videnskabernes Selskab.

## Forfatterskab
- Kirkekampen i Danmark 1241-1290. Jakob Erlandsen, samtid og eftertid. 1963.
- Vikingerne i Paris - Beretninger fra 9. århundrede. 1967.
- Kvinde og slave. Danmarkshistorie uden retouche. 1971.

## På internettet
- "Haandskriftet ”Ribe Oldemoder“. En kritisk studie" (Scandia, nr 19, 1; 1949; s. 127-156)
- "Ærkekonge og ærkebiskop. Nye træk i dansk kirkehistorie 1376-1536" (Scandia, nr 23, 1; 1955; s. 1-101)
- "Om første og anden rangs kilder. En replik" (Historisk Tidsskrift, 11. række, Bind 6; 1960)
- "Billeder og historie"(anmeldelse af: Axel Bolvig: Billeder — sådan set, Gyldendal, København 1974, og Povl Eller: Historisk ikonografi, Dansk historisk Fællesforenings håndbøger, Kbh. 1964) (Historisk Tidsskrift, 13. række, Bind 5; 1978)
- "En nyfunden kilde til Absalons historie" (Historie/Jyske Samlinger, Ny række, Bind 19; 1991)